# CitizenGO
CitizenGO è una lobby internazionale con posizioni conservatrici, fondata in Spagna nel 2013 come fondazione dall'associazione HazteOir, che successivamente è confluita all'interno di CitizenGO.
L'organizzazione ha sede in Spagna, e si pone contro il matrimonio tra persone dello stesso sesso, l'aborto, l'eutanasia, i diritti LGBT e l'educazione sessuale a livello internazionale.
Con le sue campagne cerca di influenzare i decisori politici e le imprese. Nel 2021 Wikileaks pubblica "The Intolerance Network" ( Il network dell'intolleranza), composto da 17.000 documenti che illustrano i rapporti tra  CitizenGO e HazteOir il partito di estrema destra Vox la setta messicana El Yunque.

## Storia

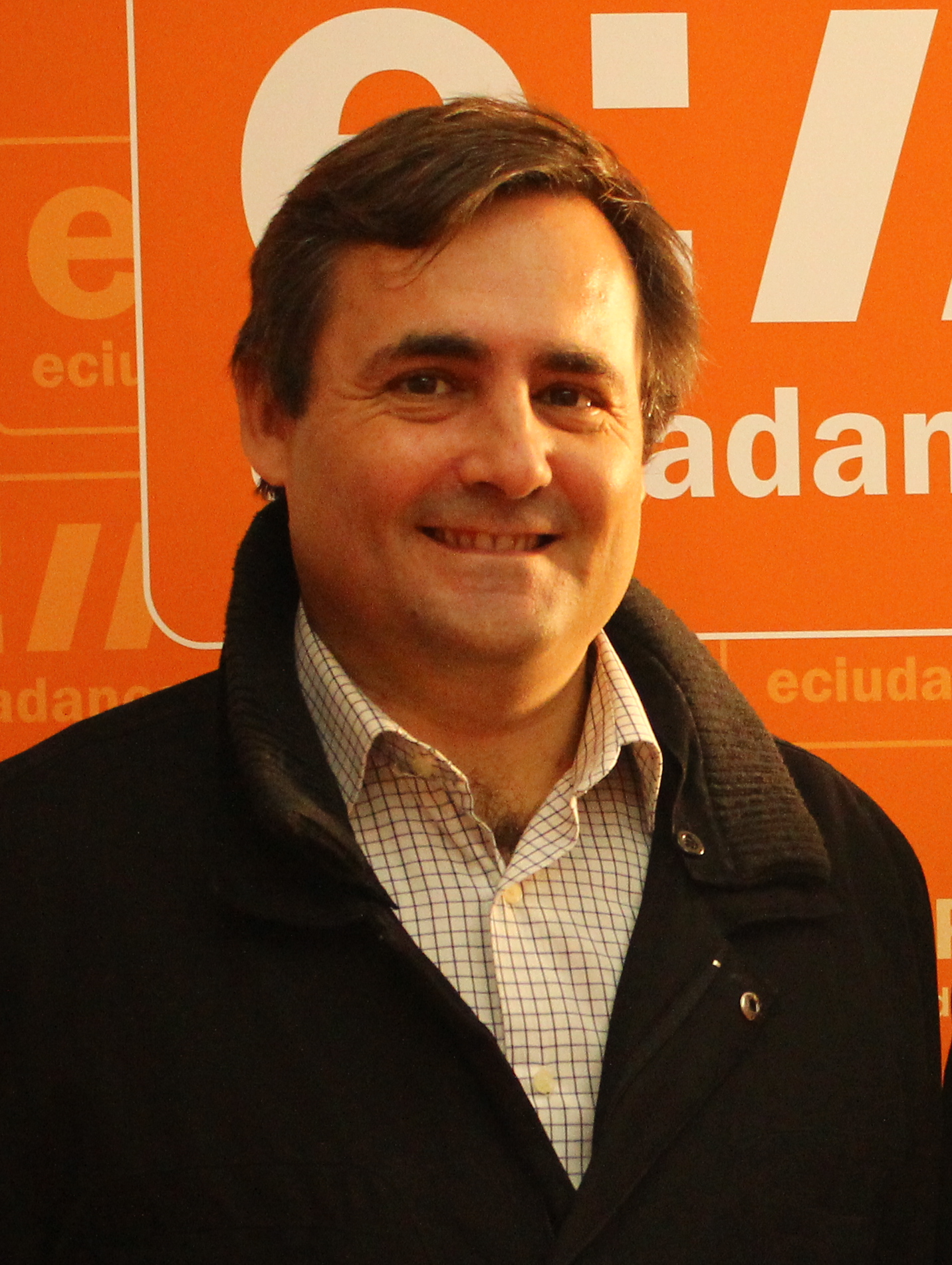
Álvaro Zulueta, direttore della fondazione CitizenGO e tesoriere di HazteOir.

CitizenGO è stata costituita come fondazione nell'agosto 2013 dall'associazione HazteOir, che a sua volta era stata fondata 12 anni prima da Ignacio Arsuaga, nipote di un generale franchista, prendendo ispirazione dalla piattaforma statunitense Moveon.org. Il suo direttore esecutivo è Álvaro Zulueta; tra i membri della giunta esecutiva si trovano, Ignacio Arsuaga, Walter Hintz, Bianca Escobar, e Luca Volontè, ex deputato dell'Unione di Centro e, da dicembre 2013, Brian S. Brown, presidente dell'Organizzazione Nazionale per il Matrimonio. Anche appartiene al consiglio Alexey Komov, della divisione russa del Congresso Mondiale di Famiglie (WCF), collegamento tra l'oligarca sanzionato russo Konstantin Malofeev e la destra religiosa statunitense.
Secondo OpenDemocracy, Darian Rafie, leader dell'organizzazione statunitense di estrema destra ActRight collabora con CitizenGO e contribuisce a mantenerla finanziariamente. CitizenGo viene finanziata mediante donazioni private, che secondo il giornalista J. Lester Feder ammonterebbero a decine di migliaia di euro al mese.
L'organizzazione è stata definita come ultraconservatrice e ultracattolica ed è stata collegata, come HazteOir— con l'associazione segreta di estrema destra e paramilitaree di origine messicana El Yunque.
Un’inchiesta di openDemocracy ha evidenziato l’esistenza di un coordinamento tra CitizenGo e i partiti europei di estrema destra, nei confronti dei quali l'organizzazione indirizza fondi e voti.
Secondo Arsuaga, CitizenGo ha “molti contatti” con Fidesz, il partito ungherese populista di Viktor Orbán, con la Lega, in particolare grazie all'ex senatore Simone Pillon e con il partito di estrema destra tedesco Alternative für Deutschland
CitizenGo è tra gli organizzatori della conferenza di Verona, nel 2019 del Congresso Mondiale delle Famiglie, a cui ha partecipato Arsuaga.
In Spagna mantiene una stretta collaborazione con il partito di ultradestra Vox. Di fatto CitizenGO ha conferito il suo premio annuale nel corso degli anni ai leader di Vox, come Santiago Abascal o Javier Ortega Smith, oltre al premier ungherese, Viktor Orbán, alleato di Vox). L'organizzazione ha attivamente partecipato alle campagne elettorali di Vox. Per esempio, in occasione delle elezioni generali di Spagna di aprile di 2019 ha lanciato una campagna «Vota Valori», utilizzando autobus promozionali. OpenDemocracy riporta una dichiarazione di Arsuaga, il direttore di CitizenGO, secondo cui i soldi dati al suo gruppo potrebbero “indirettamente” sostenere a Vox, poiché “attualmente siamo totalmente allineati”».
Nel 2021, Luca Volontè, membro del direttivo di CitizenGO, è stato condannato a quattro anni di prigione per corruzione per aver intascato una tangente da due milioni dall’Azerbaigian in cambio di un voto contrario a un rapporto sulle violazioni dei diritti umani nel Paese. Parte di questi fondi, riciclati, sono stati versati a CitizenGO.

## Attività

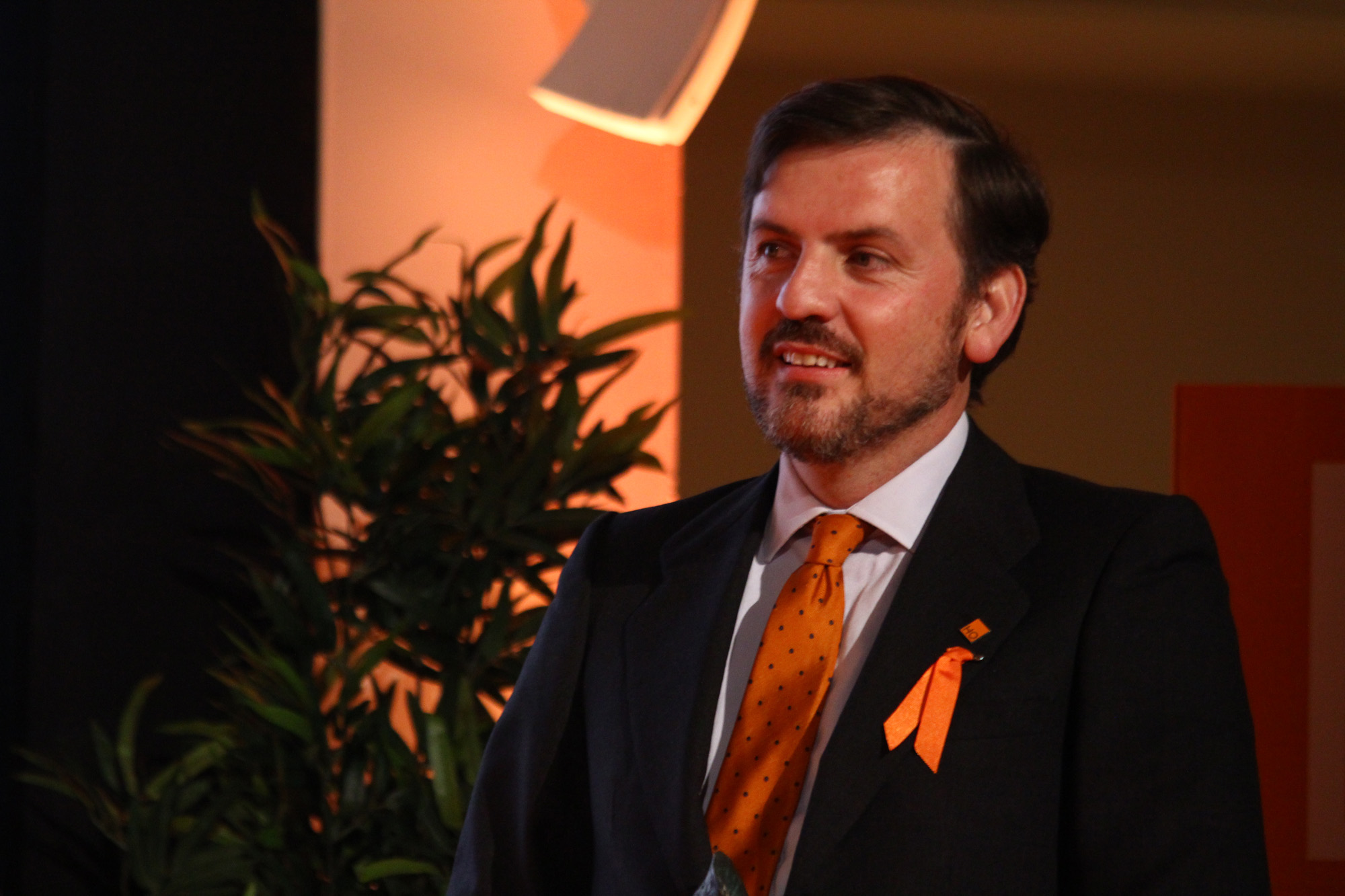
Ignacio Arsuaga, fondatore di CitizenGo.

CitizenGO si definisce come un'organizzazione di cittadini attivi che utilizzano petizioni su piattaforma on line e altre azioni per difendere e promuovere la vita, la famiglia e la libertà religiosa.  Concentra intorno a sé a rappresentanti dell'agenda politica neoconservatrice e centralizzare azioni di protesta contro il diritto all'aborto, il matrimonio tra persone dello stesso sesso, la riproduzione medicalmente assistita e l'educazione sessuale nelle scuole. 
L'organizzazione è uno degli attori principali dell'Agenda Europa, il network europeo che promuove posizioni di estrema destra 
In Spagna, ha fatto circolare autobus dipinti con immagini e slogan provocatori e controversi, come alcuni che mostravano l'etichetta #feminazis accanto a una immagine di Adolf Hitler con le labbra dipinte.
È attiva contro i diritti della comunità LGBT ed alleata con attivisti estremisti anti-gay come Scott Lively. CitizenGO è stato uno dei partecipanti al mail bombing nei confronti degli eurodeputati del 2014, contro una risoluzione a favore della riconoscimento di diritti di base LGBTI.

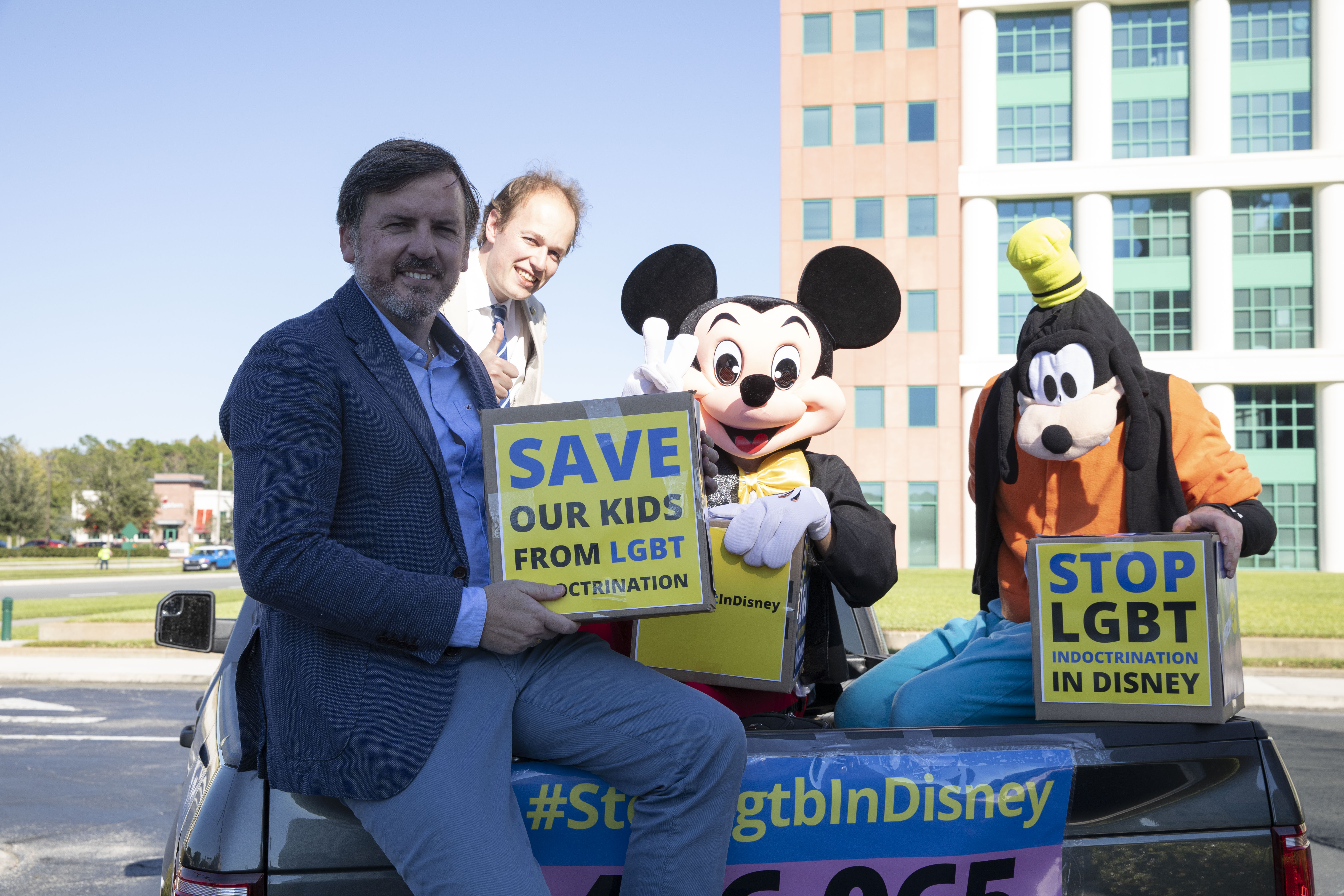
Campagna contro i parchi di attrazioni di Disney e la sua presunta cattiva influenza nell'infanzia

CitizenGO ha promosso una campagna, utilizzando metodi di disinformazione, contro la relazione proposta dall'eurodeputata Edite Estrela "Salute e diritti sessuali e riproduttivi", incentrata sulla salute e sull'accesso all'aborto legale, oltre che sull'educazione sessuale. L'organizzazione, insieme ad altri gruppi di estrema destra, ha promosso l'invio un grande numero di mail agli eurodeputati allo scopo di rallentare il loro lavoro; alcuni messaggi contenevano minacce dirette.
CitizenGO Africa si è opposta alla depenalizzazione dell'omosessualità in Kenya.
Nel 2013, CitizenGO ha appoggiato, attraverso una dichiarazione la cosiddetta legge russa sulla propaganda gay, il cui obiettivo dichiarato era proteggere ai bambini dell'esposizione all'omosessualità. e a cui hanno fatto seguito abusi e persecuzioni nei confronti degli attivisti LGBT.
Nel 2017 ha organizzato una campagna in Italia e in altri Paesi europei contro i diritti delle persone trans, utilizzando degli autobus arancioni, i "bus della libertà", promuovendo il binarismo di genere
Nel maggio 2018, CitizenGO ha promosso una petizione nella quale chiedeva a Disneyland Parigi di cancellare la parata dell'orgoglio gay programmata per il giorno 1 giugno 2019. L'azienda ha rifiutato la petizione e realizzato la marcia a Parigi.
Nello stesso anno, in Italia, realizza una campagna anti-abortista basata sull'assunto che l'aborto sarebbe una forma di femminicidio, e che, di conseguenza, le donne che abortiscono sarebbero delle assassine.